# Ilsemarie Walter
Ilsemarie Walter (* 1932 in Teplitz-Schönau, Tschechoslowakei) ist eine österreichische Pflegewissenschaftlerin und Sozialhistorikerin.

## Biographie
Ilsemarie Walter absolvierte zwischen 1965 und 1968 ihre Krankenpflegeausbildung am Rudolfinerhaus in der Billrothstrasse in Wien. Bis zum Jahr 1972 arbeitete sie daselbst als Krankenschwester auf einer chirurgischen Abteilung. Ilsemarie Walter studierte als gelernte Diplomierte Gesundheits- und Krankenschwester Psychologie, Soziologie, Übersetzungswissenschaft und Geschichte. Walter war wissenschaftliche Assistentin an der Abteilung Pflegeforschung in Wien und des Instituts für Pflege- und Gesundheitssystemforschung (IPG) der Johannes Kepler Universität in Linz. Ihre pflegehistorischen Forschungen bezogen sich vor allem auf das 19. und beginnende 20. Jahrhundert. Hier beschäftigte sie sich auch mit der Rolle der Männer in der Pflege, einem über einen längeren Zeitraum hinweg weiblich dominierten Beruf. Ein weiterer Schwerpunkt der Arbeiten von Ilsemarie Walter galt den Interaktionsproblemen innerhalb der Triade „Patient-Arzt-Pflegekraft.“
Ilsemarie Walter ist Mitautorin beim Biographischen Lexikon zur Pflegegeschichte „Who is who in nursing history“ (Horst-Peter Wolff mit Nachfolge Hubert Kolling als Herausgeber).

### Dreiländerprojekt zur Pflege im Nationalsozialismus
In Deutschland arbeitete Ilsemarie Walter gemeinsam mit Elisabeth Seidl vor allem mit der Frankfurter Pflegehistorikerin Hilde Steppe zusammen. Es entstand, gemeinsam mit der Sektion Historische Pflegeforschung des Deutschen Vereins für Pflegewissenschaft (heute: Deutsche Gesellschaft für Pflegewissenschaft), ein Dreiländerprojekt der deutschsprachigen Länder Schweiz-Österreich-Deutschland zur Geschichte der Pflege im Nationalsozialismus mit ZeitzeugInneninterviews. Durch den Tod von Hilde Steppe wurde dieses Projekt lediglich partiell zu Ende geführt. Vor allem die Interviews aus Deutschland warten auf eine Bearbeitung.

## Publikationen
- Pflege als Beruf oder aus Nächstenliebe? Die Wärterinnen und Wärter in Österreichs Krankenhäusern im ‹langen 19. Jahrhundert›. Geschichte 1784-1900. Diplomarbeit Universität Wien 2003, Mabuse-Verlag, Frankfurt am Main 2004, ISBN 3-935964-55-2.
- mit Elisabeth Seidl, Vlastimil Kozon (als Hrsg.): Wider die Geschichtslosigkeit der Pflege. Kongress, Aufsatzsammlung, Verlag ÖGKV, Wien 2004, ISBN 3-9500776-8-5.
- mit Elisabeth Seidl: Chronisch kranke Menschen in ihrem Alltag: das Modell von Mieke Grypdonck, bezogen auf PatientInnen nach Nierentransplantation, Maudrich Wien 2005, ISBN 3-85175-827-7.
- mit Elisabeth Seidl, Elisabeth Rappold: Diabetes. Der Umgang mit einer chronischen Krankheit. Verlag Böhlau, Wien 2007, ISBN 3-205-77597-X.
- mit Wilfried Schnepp (als Hrsg.): Multikulturalität in Pflege und Gesellschaft: Zum 70. Geburtstag von Elisabeth Seidl, Böhlau Wien, Köln, Weimar 2009.
- mit Elisabeth Elisabeth Seidl (2022). Der lange Weg zur Etablierung der Pflegewissenschaft an österreichischen Universitäten. Open-Access-Publikation im Sinne der CC-Lizenz BY-NC-ND 4.0. V&R unipress, Brill, S. 361 f. Digitalisat
- mit Elisabeth Seidl: Lisbeth Hockey geb. Hochsinger. In: Hubert Kolling (Hrsg.)(2022): Biographisches Lexikon zur Pflegegeschichte „Who was who in nursing history“. Band 10. Hungen: hpsmedia, S. 118.